# Орельєн Дьєсс
Орельєн Дьєсс (фр. Alpha Oumar Djalo; 16 жовтня 1997, Париж, Франція) — французький дзюдоїст, олімпійський чемпіон 2024 року.

## Виступи на Олімпіадах
| Олімпіада  | Дисципліна      | Місце |
| ---------- | --------------- | ----- |
| Париж 2024 | до 100 кг       | 9     |
| Париж 2024 | змішана команда | 1     |

## Зовнішні посилання
- Орельєн Дьєсс на сайті International Judo Federation (англійська)
- Орельєн Дьєсс на сайті JudoInside.com (англійська)
- Орельєн Дьєсс на сайті AllJudo.net (французька)
- Орельєн Дьєсс на сайті French Olympic Committee (французька)